# Neogovea matawai
Espèce
Neogovea matawai est une espèce d'opilions cyphophthalmes de la famille des Neogoveidae.

## Distribution
Cette espèce est endémique du Suriname. Elle se rencontre dans la réserve naturelle du Suriname central.

## Description
Le mâle holotype mesure 4,63 mm et la femelle paratype 4,50 mm.

## Étymologie
Cette espèce est nommée en l'honneur des Matawai.

## Publication originale
- Benavides, Hormiga & Giribet, 2019 : « Phylogeny, evolution and systematic revision of the mite harvestman family Neogoveidae (Opiliones Cyphophthalmi). » Invertebrate Systematics, vol. 33, no 1, p. 101-180.